# Wadotes
Wadotes is een geslacht van spinnen uit de  familie van de Amaurobiidae (nachtkaardespinnen).

## Soorten
- Wadotes bimucronatus (Simon, 1898)
- Wadotes calcaratus (Keyserling, 1887)
- Wadotes carinidactylus Bennett, 1987
- Wadotes deceptis Bennett, 1987
- Wadotes dixiensis Chamberlin, 1925
- Wadotes georgiensis Howell, 1974
- Wadotes hybridus (Emerton, 1890)
- Wadotes mumai Bennett, 1987
- Wadotes saturnus Bennett, 1987
- Wadotes tennesseensis Gertsch, 1936
- Wadotes willsi Bennett, 1987